# Æthelburga van Kent
Æthelburga van Kent (circa 605 - Lyminge, 647) was koningin van Northumbria. Ze behoorde tot de Oiscingas-dynastie.

## Levensloop
Æthelburga was een dochter van koning Æthelberht van Kent uit diens huwelijk met Bertha, dochter van de Frankische koning Charibert I. Haar moeder bracht het christelijke geloof in het rijk van de Angelsaksen, daar ze ook na haar huwelijk praktiserend bleef en bisschop Liudhard als kapelaan meenam naar Engeland. Onder haar invloed bekeerde Æthelberht zich tot het christendom en Æthelburga en haar broer Eadbald kregen een christelijke opvoeding.
In 625 huwde ze met koning Edwin van Northumbria. Voor Edwin was het het tweede huwelijk; met zijn vorige echtgenote Cwenburgh had hij reeds twee zonen, Osfrith en Eadfrith. Uit het huwelijk met Æthelburga werden vier kinderen geboren: Æthelhun, Æthelthryth, Uscfrea en Eanfled (625-685). Æthelburga zorgde er ook voor dat bisschop Paulinus van York naar het Angelsaksische Rijk kwam, omdat haar vader erop stond dat ze haar geloof vrij kon belijden en in het jaar 627 bekeerde haar echtgenoot Edwin zich tot het christendom.
Edwin en zijn oudste zoon Osfrith sneuvelden in 633 in de Slag bij Hatfield Chase, zijn andere zoon Eadfrith gaf zich over, maar werd later vermoord. Na de dood van Edwin vluchtte Æthelburga samen met haar vier kinderen en bisschop Paulinus naar haar broer Eadbald in Kent. Ze kreeg van hem landerijen toegewezen in Lyminge, vlak bij Folkestone, en stichtte er een klooster, waar ze tot aan haar dood in 647 leefde. Æthelburga wordt vereerd als heilige.